# أسكوربات الكالسيوم
أسكوربات الكالسيوم هو مركب كيميائي صيغته الجزئية CaC12H14O12، وهو ملح الكالسيوم لحمض الأسكوربيك. رقم إي للملح عند استخدامه مُضافًا غذائيًّا هو E302. وافق كل من الاتحاد الأوروبي والولايات المتحدة الأمريكية وأستراليا ونيوزلندا على استخدامه.